# Sydamerikanska kontinentalplattan

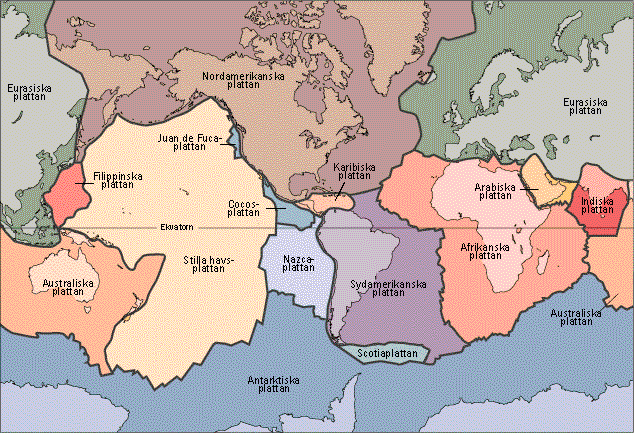
Den sydamerikanska kontinentalplattan är markerad med lila färg.

Den Sydamerikanska kontinentalplattan är en kontinentalplatta som täcker kontinenten Sydamerika och sträcker sig ut österut mot Mittatlantiska ryggen.
Den östra delen är en divergent gräns med den Afrikanska kontinentalplattan vilket bildar den södra delen av den Mittatlantiska ryggen. Den södra delen gränsar mot den Antarktiska kontinentalplattan och Scotiaplattan med en komplex gräns. Västsidan är en konvergent gräns med den subdukterande Nazcaplattan. Den norra sidan gränsar mot den Karibiska plattan.

## Anderna
Nazcaplattan, den största återstoden av den historiska Farallonplattan, subdukterar fortfarande under den västra gränsen av den Sydamerikanska kontinentalplattan. Denna subduktion är ansvarig för skapandet av den stora bergskedjan Anderna och orsakar vulkaner som är spridda längs med gränsen.